# Grete Rosenberg
Margarete „Grete“ Rosenberg-Wildhagen (* 7. Oktober 1896 in Hannover; † 5. Februar 1979 in Hildesheim) war eine deutsche Schwimmerin.

## Karriere
Grete Rosenberg war Mitglied im Hannoverschen Schwimmverein von 1892 und nahm im Alter von 15 Jahren an den Olympischen Spielen 1912 in Stockholm teil und erreichte in beiden für Damen ausgeschriebenen Wettbewerben das Finale. Über 100 Meter Freistil belegte sie den vierten Platz und lag zwei Zehntelsekunden hinter der Drittplatzierten, der Britin Jennie Fletcher. Die deutsche 4-mal-100-Meter-Freistilstaffel in der Besetzung Wally Dressel, Louise Otto, Hermine Stindt und Grete Rosenberg erreichte 11,8 Sekunden nach den britischen Olympiasiegerinnen das Ziel, hatte aber 12,4 Sekunden Vorsprung auf die drittplatzierten Österreicherinnen.
1913 gewann Grete Rosenberg ihren ersten deutschen Meistertitel auf der 100-Meter-Freistilstrecke. Nach zweijähriger kriegsbedingter Unterbrechung gewann sie von 1916 bis 1922 sieben weitere Titel in Folge.

## Auszeichnungen
- achtmalige Deutsche Meisterin 100 Meter Freistil (1913, 1916, 1917, 1918, 1919, 1920, 1921 und 1922)
- 1912: Olympische Spiele Silbermedaille 4-mal-100-Meter-Freistilstaffel
- 1922: Siegerin Deutsche Kampfspiele 100 Meter Freistil

## Ehrungen

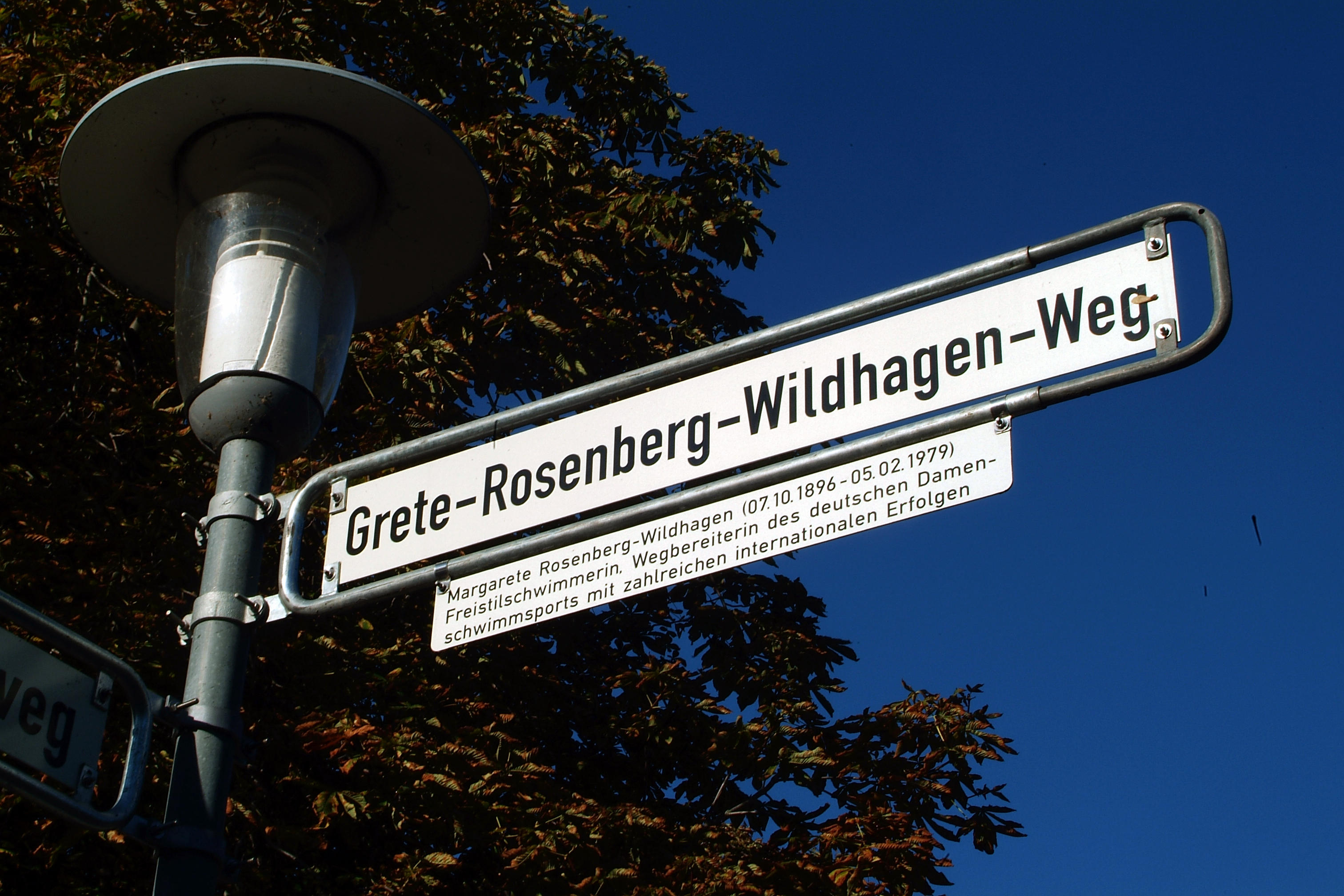
Legendentafel am Grete-Rosenberg-Wildhagen-Weg im Sportpark hinter den Gebäuden des LandesSportBunds Niedersachsen in Hannover

- 2010 Benennung eines Weges südlich der HDI-Arena im Sportpark Hannover in Grete-Rosenberg-Wildhagen-Weg.[2]